# Jiegŋajávrásj
Jiegŋajávrásj, enligt tidigare ortografi Jeknajauratj, är en sjö i Jokkmokks kommun i Lappland och Tysfjords kommun i Nordland fylke och ingår i Luleälvens huvudavrinningsområde. Sjön har en area på 0,91 kvadratkilometer och ligger 757 meter över havet. Sjön avvattnas av vattendraget Skájdejåhkå (tidigare Kaisemierrjåkkå) som är ett biflöde till Valldajåhkå. Nordkalottleden passerar 700 meter öster om sjön som delvis ligger i Norge (0,37 kvadratkilometer).

## Delavrinningsområde
Jiegŋajávrásj ingår i det delavrinningsområde (752975-153955) som SMHI kallar för Utloppet av 752610-154132. Medelhöjden är 755 meter över havet och ytan är 27,48 kvadratkilometer. Det finns inga avrinningsområden uppströms utan avrinningsområdet är högsta punkten. Skájdejåhkå som avvattnar avrinningsområdet har biflödesordning 3, vilket innebär att vattnet flödar genom totalt 3 vattendrag (Valldajåhkå, Stora Luleälv, Luleälven) innan det når havet efter 390 kilometer. Avrinningsområdet består mestadels av kalfjäll (91 procent). Avrinningsområdet har 0,91 kvadratkilometer vattenytor vilket ger det en sjöprocent på 3,3 procent.

## Galleri

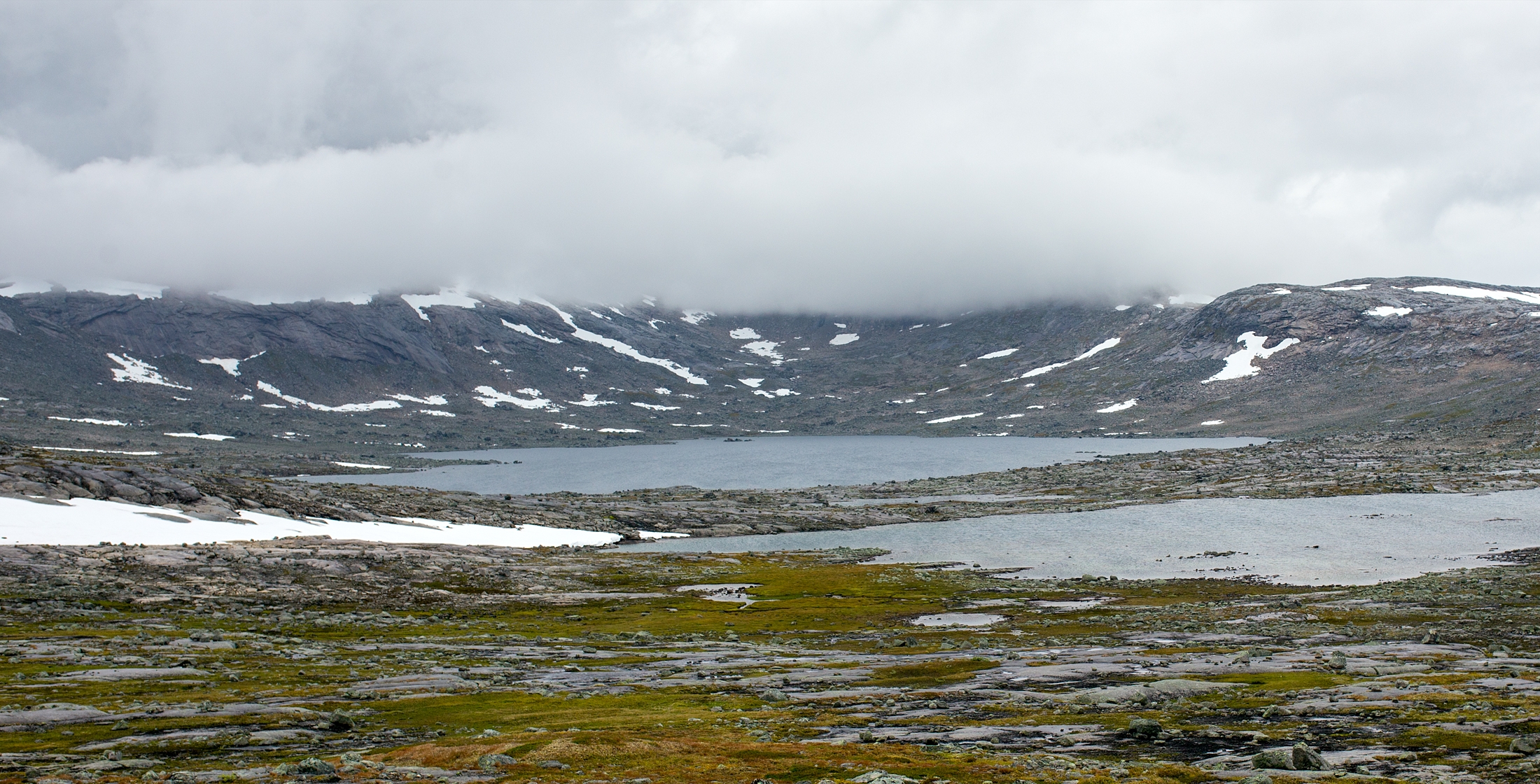
Jiegnajávrásj är den bortre sjön. Vy från Nordkalottleden